# カワテブクロ
カワテブクロ(granulated sea star、cushion seastar、doughboy star)は、ヒトデの1種である。カワテブクロ属(Choriaster)の唯一の種である。

## 記述
カワテブクロは大きなヒトデで、5本のはっきりした大きく短く厚い腕によって容易に識別できる。通常は薄いピンク色であり、体の中央に小さな茶色の乳頭突起の集合体がある。最大で、直径27cm程になる。

## 分布
この種は、東アフリカ、インド洋-太平洋地域、グレートバリアリーフ、紅海、バヌアツ、フィジー、パプアニューギニア等、熱帯の多くの地域に生息する。

## 生息

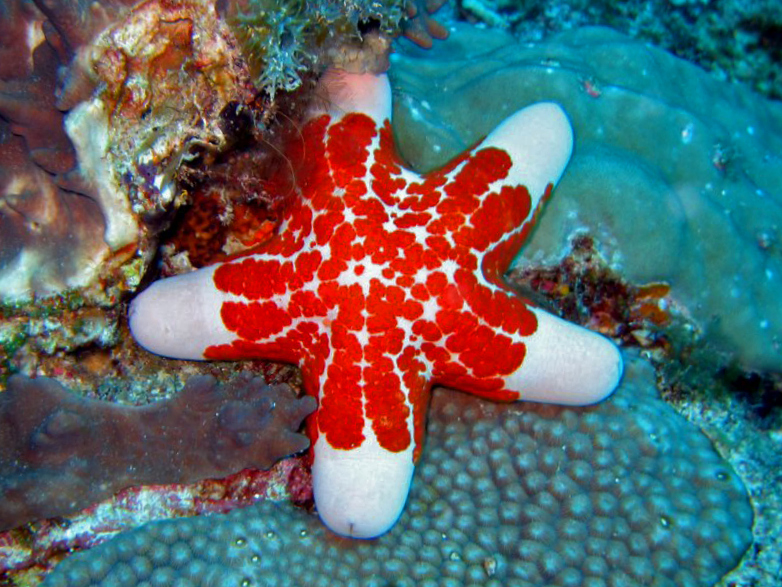
マダガスカルのカワテブクロ

カワテブクロは、せいぜい40mまでの浅い水中に生息し、がれきの坂や珊瑚礁等のしばしば有機堆積物の多い場所で見られる。

## 行動と餌
カワテブクロは、海藻、有機堆積物、動物の死骸等を食べる。捕食者の1つは、ホラガイである。様々な小型の無脊椎動物やサンゴのポリープも食べる。